# قرار مجلس الأمن التابع للأمم المتحدة رقم 1986
قرار مجلس الأمن التابع للأمم المتحدة رقم 1986، المتخذ بالإجماع في 13 يونيو 2011، بعد إعادة التأكيد على جميع القرارات المتعلقة بالحالة في قبرص، ولا سيما القراران 1251 (1999) و1953 (2010)، مدد المجلس ولاية قوة الأمم المتحدة لحفظ السلام في قبرص لمدة ستة أشهر أخرى حتى 15 ديسمبر 2011، داعيا إلى تكثيف المفاوضات بين زعماء القبارصة اليونانيين والأتراك.

## القرار

### أعمال
ورحب القرار بتقدم المفاوضات واحتمال إحراز تقدم في المستقبل القريب نحو التسوية. وفي هذا الصدد، دعا الزعيمين القبرصيين إلى تكثيف المفاوضات وتحسين أجواءهما وزيادة مشاركة المجتمع المدني. وعلاوة على ذلك، تم استدعاء كلا الجانبين على المشاركة في المشاورات بشأن ترسيم المنطقة العازلة ومذكرة عام 1989.
تم حث الجانب القبرصي التركي على إعادة الوضع العسكري إلى ما كان عليه في ستروفيليا قبل 30 يونيو 2000. كما دُعي إلى إتاحة وصول العاملين في إزالة الألغام. أخيرًا، طُلب من الأمين العام بان كي مون تقديم تقرير بحلول 1 ديسمبر 2011 حول تنفيذ القرار الحالي.

## روابط خارجية
- نص القرار في undocs.org